# Shattered Glass (canção)
"Shattered Glass" é uma canção gravada pela cantora norte-americana Britney Spears para o seu sexto álbum de estúdio,Circus (2008). Composta por Lukasz "Dr. Luke" Gottwald, Claude Kelly, Benjamin "Benny Blanco" Levin, e produzida e arranjada pelo primeiro e pelo último, é um tema de ritmo acelerado do género musical dance-pop com elementos de música de discoteca que usa o efeito de auto-tune nos vocais de Spears. O seu conteúdo lírico é muito emocional, com a artista cantando sobre aprisionamento e repugnância na sua relação com a fama. A recepção pela crítica especialista em música contemporânea tem sido variada, com alguns resenhistas elogiando o seu estilo dançante e sonoridade pop, enquanto outros a condenaram por ser "genérica" e aborrecida. Apesar de nunca ter passado por algum tipo de lançamento individual, "Shattered Glass" fez aparições em algumas tabelas musicais musicais na América do Norte, onde conseguiu se posicionar dentro das setenta melhores posições da Billboard Hot 100, e ainda na tabela de canções do Reino Unido.

## Antecedentes e estrutura musical
|                                                    | "Shattered Glass" Uma amostra da canção aonde Britney canta o refrão da música. Seus vocais na canção foram distorcidas com o uso de autotune. |
| Problemas para escutar este arquivo? Veja a ajuda. | |

"Shattered Glass" é uma canção de música pop de ritmo acelerado cuja instrumentação inclui arpejos de guitarras, além de vocais distorcidos e estrofes irregulares, bem como um refrão melódico. Spears usou um "som electro-robótico" e vocais sob efeito de auto-tune, o que lhe rendeu comparações aos trabalhos do álbum Blackout (2007), embora Allan Raible, da ABC News, tenha notado que a sua voz soou mais "intensa" nesta faia do que no resto de Circus. A canção contém elementos de teen pop e música eletcrónica, bem como de dance-pop. A nível das letras, "Shattered Glass" tem diferentes emoções, abordando tópicos como namoro, traição e um sentimento de aprisionamento, bem como uma repugnância na relação de Spears com a fama. O tema foi composto, produzido e arranjado por Dr. Luke, que juntou-se a Benny Blanco, que dividiu os créditos de co-escritor com Claude Kelly. Os vocais de fundo foram fornecidos pelas irmãs Kelly e Wagner Windy.

## Crítica profissional
Chris William, escrevendo para a revista electrónica Entertainment Weekly, afirmou que "Dr. Luke e Max Martin trouxeram o seu segundo melhor esforço" para a faixa. John Pareles, para o jornal New York Times, achou que "Shattered Glass" e "Womanizer", outra faixa de Circus, "usam os seus arranjos electrónicos pulsantes em contos de teen-pop sobre namoricos e traição." Não obstante, um jornalista do blogue PopMatters chamou a obra da "queda [que acontece] na metade do álbum", escrevendo que "ela revela sua intenção para o mesmo, pisando sutilmente em 'Womanizer', mas não há um lapso notável na qualidade." Jim Farber do Daily News disse que a canção tem uma "repreensão real do toque chiclete", enquanto Ben Noramn da About.com chamou a canção de uma "bela canção pop optimista." Ben Kaplan da National Post chamou a canção de "uma guitarra carregada de disco árduo."
Apesar de ter sido incluída apenas como um B-side de "Unusual You", a canção conseguiu atingir bons picos nas paradas da Billboard. Devido aos downloads digitais de Circus, a canção atingiu a posição de número setenta na Billboard Hot 100 na semana de 15 de dezembro de 2008, antes de cair na próxima semana. "Shattered Glass" atingiu a posição número cinquenta e sete na Mainstream Top 40 e número vinte e nove na Hot Digital Songs. A canção também recebeu uma recepção semelhante no Canadá, estreando na posição de número setenta e cinco na Canadian Hot 100 e de número trinta e seis na Hot Canadian Digital Singles na mesma semana.

## Faixas
- CD Single AUS/NZ

1. "Unusual You" – 4:21
2. "Shattered Glass" – 2:53

## Créditos
A seguir, pessoas que contribuíram para "Shattered Glass":
- Lukasz Gottwald – escritor, produtor
- Claude Kelly – escritor, vocal de apoio
- Benjamin Levin – escritor
- Benny Blanco – produtor
- Britney Spears – vocais
- Windy Wagner – vocal de apoio

## Desempenho nas paradas musicais
| País/Parada (2008)                    | Melhor posição |
| ------------------------------------- | -------------- |
| Canadá (Canadian Hot 100)             | 75             |
| Canadá (Hot Canadian Digital Singles) | 36             |
| Estados Unidos (Billboard Hot 100)    | 70             |
| Estados Unidos (Billboard Pop 100)    | 57             |